# Bernard Généreux
Pour les articles homonymes, voir Généreux.
Bernard Généreux, né le 23 avril 1962 à La Pocatière, est un entrepreneur, homme d'affaires et homme politique québécois, député conservateur de Côte-du-Sud—Rivière-du-Loup—Kataskomiq—Témiscouata à la Chambre des communes.
Il est depuis novembre 2019 porte-parole de l'opposition officielle pour le Développement économique rural et pour l’Agence de développement économique du Canada pour les régions du Québec.

## Biographie
Bernard Généreux est né le 23 avril 1962 à La Pocatière. Depuis 1993, il est copropriétaire de l'entreprise Impressions Soleil (Base 132 depuis 2017) de La Pocatière,.

### Carrière politique
Bernard Généreux est maire de La Pocatière de 2005 à 2009. Il est élu pour représenter la circonscription électorale fédérale de Montmagny—L'Islet—Kamouraska—Rivière-du-Loup lors d'une élection partielle tenue le 9 novembre 2009 sous la bannière du Parti conservateur du Canada.
Au scrutin général fédéral du 2 mai 2011, il est d'abord déclaré réélu en vertu des résultats préliminaires, mais les résultats vérifiés parus quelques jours plus tard l'ont fait passer en deuxième place derrière le candidat néodémocrate François Lapointe, par une marge de cinq votes. Une majorité aussi faible entraîne automatiquement un dépouillement judiciaire, qui le déclare défait par neuf voix; il y eut 677 bulletins rejetés, sur un total de 48 222 votes. En décembre 2011, Bernard Généreux est nommé représentant du gouvernement fédéral au conseil d'administration du Port de Québec.
Cependant, il fait un retour en politique, et en mars 2015, il est choisi candidat du Parti conservateur en vue de l'élection prévue pour octobre. Il est alors élu avec 29 % des voix, avec une avance de 272 votes sur la candidate libérale. De novembre 2015 à octobre 2016, il est porte-parole de l'opposition officielle pour les Langues officielles, puis d'octobre 2016 à août 2017, pour l’Agence de développement économique du Canada pour les régions du Québec.
Aux élections de 2019, Bernard Généreux est réélu avec une majorité accrue. Il est confirmé dans son rôle de porte-parole de l'opposition officielle pour l’Agence de développement économique du Canada pour les régions du Québec, auquel s'ajoute la responsabilité du Développement économique rural.